# Cruz de Término de Cullera

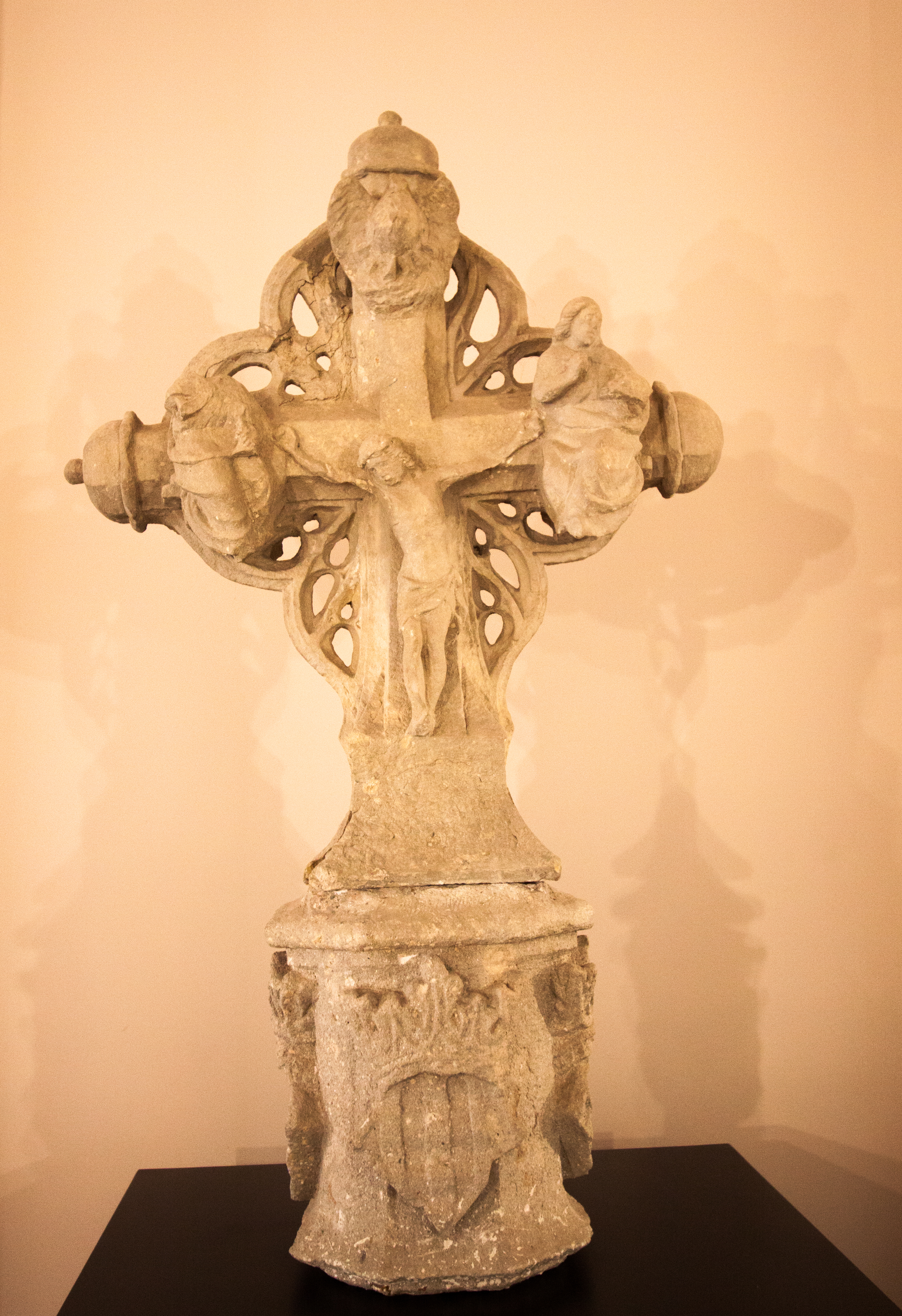
Cruz de Término de Cullera.

La Cruz de Término de Cullera es un bien de interés cultural situada en el citado municipio valenciano (España).
Está registrada como BIC con número 46.21.105-023 y anotación ministerial R-M-03-416 de 18 de noviembre de 1996. Al tratarse de una cruz de término, se acoge a una declaración genérica.
La cruz se encuentra en el Museo de Historia y Arqueología de Cullera.